# Teorema da comparação de Rauch
Em geometria riemanniana, o Teorema da Comparação de Rauch, provado em 1951 por Harry Rauch, é um resultado fundamental que relaciona a curvatura seccional de uma variedade riemanniana com a taxa com a qual suas geodésicas se afastam. Intuitivamente, ele diz que para maiores curvaturas as geodésicas se afastam menos, enquanto para curvaturas menores elas se afastam mais, e no caso de curvaturas negativas nunca vão se encontrar. Essa visão é traduzida via Campos de Jacobi e pontos conjugados, comparando com os espaço-forma R^n, H^n e S^n, onde esses campos são bem conhecidos.

## Enunciado do Teorema
Sejam {\displaystyle M}, {\displaystyle {\widetilde {M}}} variedades riemannianas e sejam {\displaystyle \gamma :[0,T]\to M} e {\displaystyle {\widetilde {\gamma }}:[0,T]\to {\widetilde {M}}} segmentos geodésicos parametrizados pelo comprimento de arco tais que {\displaystyle {\widetilde {\gamma }}(0)} não tem pontos conjugados ao longo de {\displaystyle {\widetilde {\gamma }}}. Sejam ainda {\displaystyle J}, {\displaystyle {\widetilde {J}}} campos de Jacobi normais respectivamente ao longo de {\displaystyle \gamma } e {\displaystyle {\widetilde {\gamma }}} tais que {\displaystyle J(0)={\widetilde {J}}(0)=0} e {\displaystyle |D_{t}J(0)|=|{\widetilde {D}}_{t}{\widetilde {J}}(0)|}. Suponha adicionalmente que as curvaturas seccionais de {\displaystyle M} e {\displaystyle {\widetilde {M}}} satisfazem {\displaystyle K(\Pi )\leq {\widetilde {K}}({\widetilde {\Pi }})} sempre que {\displaystyle \Pi \subset T_{\gamma (t)}M} é um plano contendo {\displaystyle {\dot {\gamma }}(t)} e {\displaystyle {\widetilde {\Pi }}\subset T_{{\tilde {\gamma }}(t)}{\widetilde {M}}} é um plano contendo {\displaystyle {\dot {\widetilde {\gamma }}}(t)}. Então {\displaystyle |J(t)|\geq |{\widetilde {J}}(t)|} para todo {\displaystyle t\in [0,T]}.